# Фрідріх Карл Людвіг (герцог Шлезвіг-Гольштейн-Зондербург-Бекський)
Фрідріх Карл Людвіг (нім. Friedrich Karl Ludwig von Schleswig-Holstein-Sonderburg-Beck; 20 серпня 1757, Кенігсберг — 25 березня 1816, Садиба Веллінгсбюттель, Гамбург) — п'ятий герцог Шлезвіг-Гольштейн-Зондербург-Бекський.

## Біографія
Фрідріх Карл Людвіг був сином Карла Антона Августа та його дружини графині Фредеріки Дона-Шлобіттен.
Фрідріх одружився з Фрідерикою фон Шлібен 9 березня 1780 в Кенігсберзі. У той час ставлення до їхнього шлюбу не було прихильним, оскільки родина Шлібен не належала до знатного стародавнього роду. У Фрідріха та Фрідерики було троє дітей.
Після смерті Фрідріха йому успадковував його син, Фрідріх Вільгельм.

## Родина
Дружина — Фрідерика фон Шлібен
Діти:
- Фрідерика Шлезвіг-Гольштейн-Зондербург-Бекська (13 грудня 1780 — 19 січня 1862) — була одружена з Семюелем фон Ріхтхофеном;
- Луїза Шлезвіг-Гольштейн-Зондербург-Бекська (28 вересня 1783 — 24 листопада 1803) — була одружена з Фрідріхом Фердинандом Ангальт-Кетенським;
- Фрідріх Вільгельм, герцог Шлезвіг-Гольштейн-Зондербург-Глюксбурзький (4 січня 1785 — 27 лютого 1831)[5][6] — був одружений з Луїзою Кароліною Гессен-Кассельською.